# Daga härads sparbank
Daga härads sparbank var en sparbank i Daga härad i Södermanland, som omfattade huvuddelen av nuvarande Gnesta kommun. Den gick 1972 upp i Östra Sörmlands sparbank, vilken i sin tur 1988 gick upp i den 1986 bildade Nya sparbanken. Den blev i sin tur 1992 en del av Sparbanken Sverige, senare Swedbank.

## Historik
Daga härads sparbank grundades 1869 av en grupp förtroendemän i häradet. Banken hade säte och stämma i Önnersta. Den hade till en början lokaler i handlaren Kindbergs affärshus vid Björnlunda station. År 1893 invigdes ett särskilt bankhus vid Torgvägen, med bankkontoret i slutet av 1800-talet öppet klockan 10–14 en gång i månaden, den dag det var torghandel vid Torgvägen i närheten. 
År 1981 stängde bankkontoret i Björnlunda och flyttade till Gnesta.